# S/2009 (2000 WT169) 1
S/2009 (2000 WT169) 1, também escrito como S/2009 (2000 WT169) 1, é o objeto secundário do corpo celeste denominado de 2000 WT169. Ele é um objeto transnetuniano que tem cerca de 168 km de diâmetro.